# Bramsejl
Bramsejl er råsejl, der føres på mastens øverste stang, bramstangen. På store skibe kan bramsejlet være delt i et over- og et underbramsejl.
Udødeliggjort af Hergés figur kaptajn Haddock med frasen: "Splitte mine bramsejl!".
| Vandsport/vandtransport | Spire Denne vandsports- eller vandtransportsartikel er en spire som bør udbygges. Du er velkommen til at hjælpe Wikipedia ved at udvide den. |